# Joanne (album)
Joanne je páté studiové album americké písničkářky Lady Gaga, které bylo vydáno 21. října 2016 hudebními vydavatelstvími Streamline a Interscope Records. Prvním singlem tohoto alba se 9. září 2016 stala píseň Perfect Illusion. Název a datum vydání alba byl zveřejněn v rozhovoru pro rádio Beats 1 15. 9. 2016. Tentýž den byl také uveřejněn přebal alba. Deska byla nejprve známá pod pracovním názvem „LG5“.

## O albu
Album nese název po zesnulé tetě Lady Gaga Joanne Germanottě, sestře jejího otce, která v devatenácti letech zemřela na lupus. Navíc jedno z rodných jmen zpěvačky zní Joanne. Samotná Gaga ještě před uveřejněním řekla, že název je velmi osobní.
Standardní verze alba obsahuje jedenáct původních písní. Další dvě, respektive tři, jsou v rozšířené verzi.

## Nahrávání
Na desce zpočátku Gaga dělala s producentem RedOnem, se kterým již dříve nahrála několik skladeb. Pro toto album společně složili celkem osm nových písní. Nakonec ale byla použita jen jedna. V průběhu nahrávání se ve studiu vystřídalo mnoho hudebníků a skladatelů. Počátkem roku 2015 Gaga oznámila, že spolupracuje s italským skladatelem Giorgiem Moroderem, dále Diane Warren a Nilem Rodgersem. Nikdo z nich se však na albu neobjevil. Stejně tak jako Elton John, se kterým Gaga nahrála píseň Room In My Heart a která se na album nedostala. Na jaře roku 2016 se do procesu nahrávání přidal anglický hudebník Mark Ronson, který se stal výkonným producentem celého alba. Pilotní singl vznikl ve spolupráci s Kevinem Parkerem ze skupiny Tame Impala a BloodPopem. Dále se na albu podílela Florence Welch, Beck a Father John Misty.

## Vydání a únik alba
Datum vydání oznámila Lady Gaga během rozhovoru pro online rádio Beats 1 (iTunes Radio) společnosti Apple dne 15. září 2016. V rozhovoru dále řekla, že album bude dokončeno v následujících 48 hodinách.
Ještě před plánovaným vydáním unikly z internetového obchodu Amazon.com na web krátké ukázky všech písní. Tři dny před 21. říjnem, respektive oficiálním vydáním, bylo celé album nahráno na internet. Důvodem byl omyl obchodního řetězce Media Markt v Bruselu, který prodával fyzické kopie alba.
V České republice byla z logistických důvodů fyzická kopie alba k dostání až ve středu 26. října, tedy pět dnů po celosvětovém vydání. V české hitparádě IFPI debutovalo album na třetím místě.
Album Joanne debutovalo na první příčce amerického žebříčku Billboard 200 s 201 tisíci jednotkami, z toho bylo 170 tisíc fyzických a digitálních kopií. Deska Joanne se tak stala zpěvaččiným čtvrtým albem číslo jedna během jediné dekády v tomto žebříčku.

## Propagace
Propagování alba začalo ihned po vydání pilotního singlu Perfect Illusion, který debutoval na prvních příčkách v hitparádách ve Francii a Španělsku. Gaga navštívila několik rozhlasových stanic, kde hovořila o chystaném albu.
V den oficiálního vydání desky se Lady Gaga objevila v pořadu Good Morning America, kde mluvila o nahrávání a inspiraci, která ji vedla k napsání jednotlivých písní.
22. října vystoupila jako hudební host v americkém pořadu Saturday Night Live s písněmi A-Yo a Million Reasons. Poté, co byla tato epizoda odvysílána, se promo singl Million Reasons dostal na první příčku v americkém žebříčku iTunes, zatímco původně druhý singl A-Yo si vedl komerčně hůře. Vydavatelství Interscope Records se proto rozhodlo stáhnout singl A-Yo a nahradit ho písní Million Reasons.
Dne 24. října Lady Gaga poskytla v pořadu The Howard Stern Show na satelitním rádiu SiriusXM rozhovor a zazpívala Million Reasons.
Tři dny po vystoupení v Saturday Night Live, tedy 25. října byla Lady Gaga hostem v The Late Late Show with James Corden, kde předvedla vystoupení s A-Yo. Zároveň byl odvysílán další díl Carpool Caraoke, který je součástí pořadu, a v němž Gaga společně s Cordenem zazpívali písně Perfect Illusion, Bad Romance, The Edge of Glory, Born This Way, Poker Face a Million Reasons.
Na přelomu října a listopadu odcestovala Lady Gaga do japonského Tokia, kde album debutovalo na prvním místě v žebříčku mezinárodních alb. Následující den vystoupila s akustickou verzí písně Perfect Illusion v pořadu Sukkiri a poté se přesunula na tiskovou konferenci s tamějšími novináři.
Na podporu alba Joanne vyjela Gaga na promo turné Dive Bar Tour po amerických klubech. Turné mělo pouze tři představení. První se odehrálo 5. října v Nashvillu, druhé v New Yorku v nočním klubu The Bitter End, kde Lady Gaga, tehdy ještě jako Stefani Germanotta, vystupovala. Poslední koncert proběhl v Los Angeles.

## Seznam skladeb
| Standardní verze | Standardní verze                       | Standardní verze                                       | Standardní verze                                | Standardní verze |
| Pořadí           | Název písně                            | Skladatel(é)                                           | Producent(i)                                    | Délka            |
| ---------------- | -------------------------------------- | ------------------------------------------------------ | ----------------------------------------------- | ---------------- |
| 1.               | „Diamond Heart“                        | Stefani Germanotta • Mark Ronson • Josh Homme          | Ronson • Gaga • BloodPop • Homme • Jeff Bhasker | 3:30             |
| 2.               | „A-Yo“                                 | Germanotta • Hillary Lindsey • Ronson • Michael Tucker | Ronson • BloodPop • Gaga                        | 3:27             |
| 3.               | „Joanne“                               | Germanotta • Ronson                                    | Ronson • Gaga • BloodPop                        | 3:16             |
| 4.               | „John Wayne“                           | Germanotta • Ronson • Tucker • Homme                   | Ronson • BloodPop • Gaga                        | 2:54             |
| 5.               | „Dancin' in Circles“                   | Germanotta • Beck Hansen • Tucker • Ronson             | Ronson • Gaga • BloodPop                        | 3:27             |
| 6.               | „Perfect Illusion“                     | Kevin Parker • Germanotta • Ronson • Tucker            | Ronson • Parker • Gaga • BloodPop               | 3:02             |
| 7.               | „Million Reasons“                      | Germanotta • Lindsey • Ronson                          | Ronson • Gaga • BloodPop                        | 3:25             |
| 8.               | „Sinner's Prayer“                      | Germanotta • Joshua Tillman • Ronson • Thomas Brenneck | Ronson • Gaga • BloodPop                        | 3:43             |
| 9.               | „Come to Mama“                         | Tillman • Germanotta • Emile Haynie                    | Ronson • Haynie • Gaga • BloodPop               | 4:14             |
| 10.              | „Hey Girl“ (společně s Florence Welch) | Germanotta • Welch • Ronson                            | Ronson • Gaga • BloodPop                        | 4:15             |
| 11.              | „Angel Down“                           | Germanotta • Nadir Khayat                              | Ronson • Gaga • BloodPop                        | 3:49             |
| Deluxe verze     |                                        |                                                        |                                                 |                  |
| 12.              | „Grigio Girls“                         | Germanotta • Lindsey • Ronson • Tucker                 | Ronson • Gaga • BloodPop                        | 3:00             |
| 13.              | „Just Another Day“                     | Germanotta                                             | Ronson • Gaga                                   | 2:58             |
| 14.              | „Angel Down“ (work tape)               | Germanotta • Nadir Khayat                              | RedOne • Gaga                                   | 2:19             |

## Hudební příčky
| Hitparáda (2016)                              | Max. příčka |
| --------------------------------------------- | ----------- |
| Austrálie (ARIA Charts)                       | 2           |
| Belgie (Ultratop Vlámsko)                     | 5           |
| Belgie (Ultratop Valonsko)                    | 6           |
| Česko (ČSN IFPI)                              | 3           |
| Finsko (Suomen virallinen lista)              | 5           |
| Francie (SNEP)                                | 9           |
| Irsko (IRMA)                                  | 3           |
| Itálie (FIMI)                                 | 2           |
| Japonsko (Oricon)                             | 10          |
| Japonsko – mezinárodní žebříček alb (Oricon)  | 1           |
| Kanada (Billboard)                            | 2           |
| Jižní Korea (Gaon)                            | 32          |
| Jižní Korea – mezinárodní žebříček alb (Gaon) | 1           |
| Maďarsko (Mahasz)                             | 12          |
| Německo (Media Control Charts)                | 6           |
| Nizozemsko (MegaCharts)                       | 5           |
| Norsko (VG-lista)                             | 5           |
| Nový Zéland (RIANZ)                           | 2           |
| Polsko (ZPAV)                                 | 10          |
| Rakousko (Ö3 Austria Top 40)                  | 9           |
| Řecko (IFPI Řecko)                            | 12          |
| Spojené království (UK Albums Chart)          | 3           |
| Spojené státy americké (Billboard 200)        | 1           |
| Španělsko (Promusicae)                        | 2           |
| Švédsko (Sverigetopplistan)                   | 3           |
| Švýcarsko (Schweizer Hitparade)               | 3           |